# Арчибалд Нокс
Арчибалд Нокс (на английски: Archibald Knox, 1864 – 1933) е британски дизайнер и художник.
Считан е за един от най-изтъкнатите представители на ар нуво в своята страна, оказал значително влияние върху развитието на движението „Изкуства и занаяти“.

## Биография
Роден е на 9 април 1864 в с. Кронкбърн (Cronkbourne), близо до Тромоуд, остров Ман, Великобритания. Той е 5-о дете (и 5-и син) на Уилям Нокс и съпругата му (с моминско име Ан Кармайкъл). През 1871 г. Уилям Нокс отваря собствена инженерна компания в Дъглас, към която впоследствие се присъединяват по-големите братя на Арчибалд.
Арчибалд Нокс получава начално и средно образование в Дъглас, столицата на о-в Ман. На 16-годишна възраст се записва в Художественото училище в Дъглас. Развива интерес към древните, издялани кръстове на о-в Ман. Келтските кръстове с характерните си сложни плетеници оказват съществено влияние върху творчеството на Нокс.
През 1897 г. Арчибалд Нокс отива в Лондон, където преподава изобразително изкуство. Името му се свързва с известната компания Liberty&Co, която реализира разработени от него дизайни за изделия от метал. Популярността му нараства в началото на XX в. Неговите дизайни дават основание Нокс да бъде причисляван към видните представители на ар нуво в страната.
През 1900 Нокс се завръща на о-в Ман и живее в малкото селце Сълби до 1904 г. В този период подготвя и изпраща на Liberty&Co над 400 дизайна за различни предмети от бита.
Отново отива в Лондон през 1904 г. Занимава с преподавателска дейност до 1912 г., когато заминава за Америка. Завръща се през 1913 г. и до края на живота си живее на о-в Ман, където се занимава с преподавателска и творческа дейност (акварел, илюстрации на книги).
Остава ерген. Умира от инфаркт на 22 февруари 1933 г. Погребан е в гробището в Брадан, о-в Ман.

## Галерия
- Творчество
- Акварел